# Митрополит Среднеазиатский
Митрополит Среднеазиатский — специальный епископский титул для главы Среднеазиатского Митрополичьего округа Русской Православной Церкви, который был введён на основании решения Священного Синода 27 июля 2011 года.
Титул «Митрополит Среднеазиатский» применяется главой Митрополичьего округа во всех делах, касающихся его управления, а также при литургическом поминовении в епархиях, входящих в состав Среднеазиатского Митрополичьего округа. Главой округа при этом является архиерей Ташкентский и Узбекистанский.
С 27 июля 2011 года Митрополитом Среднеазиатским является митрополит Викентий (Морарь).
5 октября 2011 года Священный синод принял решение о включении в число постоянных членов Синода митрополита Среднеазиатского — главы Среднеазиатского митрополичьего округа.